# Aldersbach
Aldersbach – miejscowość i gmina w Niemczech, w kraju związkowym Bawaria, w rejencji Dolna Bawaria, w regionie Donau-Wald, w powiecie Pasawa. Leży około 25 km na zachód od Pasawy, nad rzeką Vils.

## Dzielnice
W skład gminy wchodzą cztery dzielnice: Pörndorf, Walchsing, Aldersbach, Haidenburg.

## Demografia
| Rok  | Liczba mieszk. |
| ---- | -------------- |
| 1970 | 3 210          |
| 1987 | 3 574          |
| 2000 | 4 018          |

## Oświata
(na 1999)

W gminie znajduje się 100 miejsc przedszkolnych (104 dzieci) oraz szkoła podstawowa (20 nauczycieli, 350 uczniów).